# 3-я армия (Королевство Италия)
3-я армия (итал. 3ª Armata) — итальянская армия, существовавшая во время Первой и Второй мировых войн (в последней участие в боевых действиях не принимала).
Сформировалась дважды: в августе 1914 (на севере Италии) и 6 июня 1940 (в южной части Апеннинского полуострова, Сицилии и Сардинии). В её задачу входила оборона этих территорий от возможного вторжения войск неприятеля (Центральных держав и Союзников соответственно). 20 декабря 1940 года армия была окончательно расформирована.

## Первая мировая война
Крупное воинское подразделения на севере Италии было создано во Флоренции в августе 1914 года по приказу генерал-лейтенанта Луиджи Цуккари.
24 мая 1915 года, когда Италия вступила в Первую мировую войну, 3-я армия была направлена в район Карсо и Триеста. После увольнения Цуккари командование армией было временно возложено на генерала Винченцо Гариони, а затем на генерала Эммануила Филиберта, герцога Аостского.
Штаб командования в зоне боевых действий какое-то время находился в Червиньяно-дель-Фриули. Задачей 3-й армии было отбросить австро-венгерскую армию, наступающую с востока.
3-я армия участвовала во всех битвах при Изонцо, с июня 1915 года до конца лета 1917 года. В Италии армию окрестили непобедимой, ведь, несмотря на большие потери, она никогда не терпела прямого поражения в бою.
Первые четыре сражения произошли в период с июня по декабрь 1915 года и являлись классическими примерами позиционной войны, и не приводили к существенным территориальным изменениям. Но постепенно империя Габсбургов стала стягивать всё большие и большие силы на итальянский фронт.
11 и 19 марта 1916 года произошла пятая битва. Итальянское наступление захлебнулось, и, из-за угрозы австрийского наступления в Трентино, генерал Кадорна был вынужден перебросить полмиллиона солдат из Карсо. Силами XI армейского корпуса генерала Джорджио Чильяны врага всё же удалось остановить.
Шестая битва при Изонцо, произошедшая между 6 и 17 августа 1916 года, привела к прорыву оборонительных линий австрийцев на Саботине и Сан-Мишеле, и занятию Гориции, при фундаментальном вкладе 3-й армии.
В одиннадцатой битве, состоявшейся с 17 августа по 15 сентября 1917 года, 3-я армия также приняла активное участие, прорвав 10-километровую линию обороны противника, но понеся значительные потери.
В двенадцатой и последней битве при Изонцо, начавшейся 24 октября 1917 года, особо не пострадала, так как основной удар австро-германских войск пришёлся на 2-ю армию. 3-я армия хоть и не была разгромлена, но ей пришлось отступить вместе с другими крупными соединениями на линию Пьяве.
Казалось, что после последующего отстранения от должности генерала Кадорны, командующим Королевской армией до завершения боевых действий должен был быть назначен Эммануил Филиберт, но вместо этого выбор Виктора Эммануила III пал на генерала Армандо Диаса. Это, вероятно, было сделано королем для того, чтобы держать в тени своего кузена, ставшего чрезмерно популярным благодаря подвигам 3-й армии на протяжении всей войны.
В 1918 году 3-я армия приняла участие в битве при Пьяве и в решающей битве при Витторио-Венето. С 5 сентября 1918 года она получила в своё распоряжение I специальную авиационную группу до 21 ноября следующего года.
В июле 1919 года, после окончания Первой мировой войны, командование 3-й армии в Триесте было распущено. За выдающиеся вклад 3-й армии в победу Италии, для её солдат был учреждён специальный памятный крест.

## Вторая мировая война
3-я армия была воссоздана 6 июня 1940 года со штабом в Триесте. Командующим был назначен генерал Карло Джелозо.
С июня по декабрь 1940 года 3-я армия с зависимыми от неё частями базировалась на юге Италии (Апулия—Калабрия), Лацио и островах Сицилия и Сардиния.
В составе группы армий «Юг» первоначально был сформирован IX армейский корпус, состоящий из 29-й пехотная дивизия «Пьемонт», расположенной на Сицилии, 48-й пехотной дивизии «Таро», переброшенной из Калабрии в Лацио и 47-й пехотной дивизии в районе Бари.
Командование 3-й армии в реальных боевых действиях участия не принимала и было распущено 20 декабря 1940 года.

## Республиканский период
После Второй мировой войны существовала высокая напряженность между Италией и Югославией в отношении Свободной территории Триеста, и, из-за того, что Югославия не была частью Варшавского договора, конфликт между двумя странами, вероятно, не затронул бы НАТО.
В связи с этим, 1 мая 1952 года 3-я армия была вновь сформирована в Падуе, имея возможность действовать вне цепочки командования НАТО в случае возникновения конфликта между странами.
После раздела Свободной территории Триест, ратифицированного Осимоским договором 1975 года, необходимость в 3-й армии отпала, и она, вместе с VI армейским корпусом, была распущена 1 апреля 1972 года.

## Командующие армией
- Луиджи Кадорна (1914—1917)
- Армандо Диас (1917—1919)
- Карло Гелосо[итал.] (1940)